# ГЕС Параїбуна
ГЕС Параїбуна – гідроелектростанція в Бразилії у штаті Сан-Паулу, дещо менше ніж за сотню кілометрів на схід від його столиці. Знаходячись перед ГЕС Санта-Бранка, становить верхній ступінь в каскаді на річці Параїба-ду-Сул, котра, відділена від Атлантики прибережним хребтом, тривалий час тече у північно-східному напрямку, минає Ріо-де Жанейро та впадає в океан за 250 км далі на схід від останнього міста. 
Гідроелектростанція використовує накопичення ресурсу у водоймі, створеній неподалік від злиття витоків Параїба-ду-Сул – річок Параїтінга та Параїбуна – за допомогою зведених на них земляних гребель висотою до 104 метрів та довжиною 595 метрів. Піднята останніми вода затопила водорозділ, утворивши таким чином єдине сховище з площею поверхні 244 км2 (в т.ч. 47 км2 в долині Параїтінги та 177 км2 у сточищі Параїбуни). Воно має об’єм 4,7 млрд м3 (корисний об’єм 2,6 млрд млн м3), а нормальним коливанням рівня поверхні вважається її знаходження між позначками 695 та 714 метрів НРМ. При цьому максимальний рівень встановлений як 716,5 метрів НРМ (об’єм у 458 млн м3 зарезервований для протиповеневих заходів), тоді як верхня точка гребель знаходиться на 719 метрах НРМ. Завдяки значному обсягу, сховище виконує важливу роль в системі водопостачання багатьох мільйонів мешканців штату Ріо-де-Жанейро, котрі отримують необхідний ресурс з  Параїба-ду-Сул (та, зрозуміло, також забезпечує оптимізацію роботи розташованого нижче по течії каскаду).   
Пригреблевий машинний зал облаштовано біля споруди, котра перекриває природне русло Параїбуни. Він обладнаний двома турбінами типу Френсіс потужністю по 43 МВт, що працюють при напорі у  78,3 метра.